# Pelagia Mendoza
Pelagia Mendoza (Pateros, 9 juni 1867 – 13 maart 1939) was een Filipijns kunstenares. Mendoza maakte naam als eerste vrouwelijke beeldhouwer van de Filipijnen. Samen met haar man Crispulo Zamora begon ze het eerste graveerbedrijf van het land.

## Biografie
Pelagia Mendoza werd geboren op 9 juni 1867 in Pateros in de Filipijnse provincie Rizal. Ze was het tweede van vijf kinderen van Venancio Mendoza en Evarista Go Tiangking. In haar jeugd toonde Pelagio al talent te hebben voor artistieke zaken. Ze tekende als meisje landschappen, maakte kunstig geborduurde handschoenen en boetseerde beelden van mensen, dieren en bloemen van klei. Op haar tweeëntwintig werd ze, als eerste vrouwelijke student, door haar ouders aangemeld voor de School of Fine Arts in Manilla. Daar kreeg ze les van onder anderen Manuel Flores, een Filipijns beeldhouwer en Lorenzo Rocha, een Spaans kunstschilder. Ze bleek met name aanleg voor beeldhouwen te hebben en studeerde af met de hoogste eer. Kort na haar afstuderen in 1892 nam ze deel aan een prestigieuze beeldhouwwedstrijd in het kader van de herdenking van ontdekking van Amerika in 1892. Met haar buste van Christoffel Columbus won ze de wedstrijd en vestigde ze direct haar naam als beeldhouwer.
In 1893 trouwde Mendoza met haar voormalige klasgenoot Crispulo Zamora, een zilversmid en graveur. Samen begonnen ze in Manilla het bedrijf Crispulo Mendoza & Sons. De firma maakte onder andere gravures van patroonheiligen en speciale gegraveerde herdenkingsmunten, medailles en wedstrijdbekers. In de loop der tijd won het bedrijf aan faam. Nadat Zamora op 11 oktober 1922 overleed, zette Mendoza het bedrijf voort met hulp van haar acht nog jonge kinderen. In de jaren 30 maakte ze diverse buitenlandse reizen naar China, Japan, Indonesië en Indochina waar ze nieuwe artistieke ideeën opdeed. Tevens introduceerde ze naar aanleiding van deze reizen nieuwe machines en bewerkingstechnieken. Crispulo Zamora & Sons won diverse prijzen in de Filipijnen, Europa en Amerika. Ook werd het bedrijf tweemaal door het Vaticaan onderscheiden, voor Mendoza in 1939 overleed op 71-jarige leeftijd. Het bedrijf Crispulo Zamora & Sons werd voortgezet door haar kinderen en won in 1952 nog de prijs "Graveur van het jaar".
- International Standard Name Identifier: 0000 0003 9587 3228
- Nederlandse Thesaurus van Auteursnamen: 284824275
- Virtual International Authority File: 290675257